# Carlos Dunga
Carlos Marques Dunga (Pombal, 7 de dezembro de 1945) é um professor, agropecuarista, advogado e político brasileiro filiado ao Partido Social Cristão (PSC).

## Biografia
Natural de Pombal, no sertão paraibano, foi para Campina Grande, na década de 70, continuar seus estudos, onde fez curso Técnico em Contabilidade, no Colégio Comercial de Campina Grande, entre 1970 e 1973, e formou-se em Direito, em 1978, na Universidade Regional do Nordeste (Atual Universidade Estadual da Paraíba). Nesse período foi convidado pelo prefeito Ernesto Heráclito do Rego do município de Boqueirão, no cariri paraibano, para ser docente naquele município, onde logo iniciou sua carreira política. Atualmente também é proprietário rural e dedica parte de seu tempo à agropecuária.

### Carreira Política
Inicia sua carreira política, na década de 70, elegendo-se vice-prefeito de Boqueirão na chapa de Ernesto Heráclito do Rego. No ano de 1976, candidata-se ao cargo de prefeito de Boqueirão, vencendo as eleições daquele ano.
Nas eleições estaduais de 1982, 1986, 1990 e 1994, é eleito e reeleito Deputado Estadual da Paraíba por quatro mandatos consecutivos, chegando a ocupar, por duas vezes, o cargo de presidente da Assembleia Legislativa da Paraíba, Casa de Epitácio Pessoa.
No ano de 1988, nas eleições municipais em Boqueirão, candidatou-se novamente a prefeito, mas não obteve êxito, sendo vencido pelo candidato adversário, João Paulo Barbosa Leal.
Em 1998, candidata-se a Deputado Federal pela Paraíba e é eleito com 49.357 votos, sendo reeleito em 2002 com 82.228 sufrágios.
Em 2006, elege-se como 1º Suplente de Senador na chapa de Cícero Lucena, e assume o cargo no período entre 2 de abril de 2008 e 31 de julho de 2008.
Nas eleições de 2010, candidata-se novamente a Deputado Estadual da Paraíba e obtém 18.841 votos, mas, de imediato, não foi considerado eleito pelo Tribunal Regional Eleitoral da Paraíba, segundo o sistema proporcional. Pouco mais de dois anos após a eleição, conseguiu assumir o mandato na Assembleia Legislativa da Paraíba, depois da retotalização dos votos da eleição de 2010, determinada pelo Tribunal Superior Eleitoral, devido ao julgamento final do processo de inegelegibidade com base na Lei da Ficha Limpa
de Osvaldo Venâncio dos Santos Filho (conhecido como o Bado), que validou seus 17.643 votos obtidos nas eleição de 2010, resultando na recontagem total dos votos, na qual alterou a composição da Assembleia, com a saída do então deputado Genival Matias, para a entrada de Carlos Dunga, o qual foi diplomado no cargo pelo TRE-PB em 14 de março de 2013 e empossado no dia seguinte, 15 de março.
Carlos Dunga também exerceu os cargos públicos de Secretário Municipal de Boqueirão; Secretário de Cidadania e Justiça do Estado da Paraíba; Secretário da Agricultura, Irrigação e Abastecimento do Estado da Paraíba; e de Secretário Chefe da Casa Civil do Governo do Estado da Paraíba.